# Potamodrilus fluviatilis
Potamodrilus fluviatilis ist der Name einer sehr kleinen, am Grunde von Süßwasser und Brackwasser in Europa lebenden Art der Ringelwürmer, die gleichzeitig die bisher einzige beschriebene Art der Familie Potamodrilidae in der Klasse der Aphanoneura ist. Um das Jahr 2000 in Nordamerika gefundene Potamodrilus-Individuen gehören wahrscheinlich einer zweiten Art an.

## Merkmale
Der dorsoventral abgeflachte Körper von Potamodrilus fluviatilis wird bis zu 1 mm lang, etwa 100 µm breit und besteht aus sechs borstentragenden Segmenten sowie einem nackten vorderen Segment, von dem das Prostomium durch eine quer verlaufende Rinne deutlich abgesetzt ist. An jedem borstentragenden Segment sitzen dorsolateral und ventrolateral jeweils zwei Borstenbündel mit je einer langen und einer kurzen Borste (Chaeta). Klebrige Drüsen an den Segmenten ermöglichen ein Anheften des Tieres. Der Coelomraum ist zwischen den Segmenten nur mit rudimentären Scheidewänden ausgestattet.
Bauchseitige Längsmuskeln an der Körperwand dienen dem Tier, sich rasch zu krümmen, doch bewegt es sich mithilfe eines dreilappigen Wimpernfeldes an der Bauchseite des Prostomiums fort. Das trichterförmige, schmale, schwanzartige Pygidium mit seinen klebrigen Drüsen dient dem Anheften an den Untergrund.
Der kräftige Pharynx besitzt an der Bauchseite des Prostomiums eine Schlundtasche und einen Pharynx-Bulbus, der jedoch nicht vorstreckbar ist und mit dem Bulbus der Archiannelida nicht homologisiert wird. Der Pharynx geht im zweiten Segment zunächst in einen kurzen Oesophagus und sodann in den Magen über, den mit etwa 35 bis 45 µm breitesten Darmabschnitt, der sich zwischen dem dritten und vierten Segment zum 12 bis 17 µm breiten Mitteldarm verengt, und der After sitzt fast am Ende des Tieres. Das innere Epithel des leicht gekräuselten Darms ist dicht mit kurzen Cilien überzogen. Die Tiere haben 1 bis 2 Paar Nephridien.
Das Cerebralganglion sitzt im hinteren Teil des Prostomiums und im vorderen Ring des ersten Segments. Potamodrilus fluviatilis hat ähnlich wie die Aeolosomatidae hinter seinem Cerebralganglion nahe den bauchseitigen Wurzeln des Schlundnervenringes zwei Nuchalorgane, wie sie bei den meisten Vielborstern, nicht aber bei Gürtelwürmern vorkommen. Die beiden Gruben vor dem Cerebralganglion sind dagegen keine Nuchalorgane, sondern andere Sinnesorgane.
Das geschlossene Blutgefäßsystem ist ähnlich wie bei den Aeolosomatidae sehr einfach gebaut, hat keine Lateralgefäße und besteht im Wesentlichen aus dem Rücken- und Bauchgefäß, die sich im Bereich des Magens in einen Plexus verzweigen, um sich dann wieder zu Hauptgefäßen zu vereinigen. Das Rückengefäß teilt sich am Vorderende des Tieres in zwei Arme, die als Ring um den Darm verlaufen und sich am Beginn des zweiten Segments zum Bauchgefäß vereinigen.
Der zwittrige Potamodrilus fluviatilis hat zwei Paar Hoden, die das Sperma über paarige Spermienleiter in eine gemeinsame Rinne in der Mitte des Bauches entlassen, sowie ein Paar Eierstöcke, die über eine unpaare weibliche Geschlechtsöffnung nach außen münden und an dieser Stelle bauchseitig von einer drüsigen einlagigen Zellschicht, dem so genannten „Pseudo-Clitellum“, bedeckt sind. Die Tiere haben ein einziges unpaares Receptaculum seminis, das direkt vor der weiblichen Geschlechtsöffnung nach außen mündet.
Potamodrilus fluviatilis pflanzt sich ausschließlich geschlechtlich fort, während keinerlei ungeschlechtliche Vermehrung nachgewiesen ist. Die Geschlechtsorgane sind bisher ausschließlich anatomisch beschrieben, während es für Sexualakt und Eiablage keine Berichte gibt.

## Lebensraum und Verbreitung
Potamodrilus fluviatilis ist in Europa verbreitet. Er ist insbesondere am Grunde großer Flüsse gefunden worden, darüber hinaus aber auch an der Ostseeküste sowie in großer Anzahl im oligotrophen See Stechlin im nördlichen Brandenburg (Deutschland). Inzwischen wurden Potamodrilus-Würmer auch in Nordamerika im Fluss Roanoke in Virginia (Vereinigte Staaten) gefunden, doch handelt es sich hier möglicherweise um eine andere, bisher nicht beschriebene Art.

## Lebenszyklus
Potamodrilus fluviatilis pflanzt sich ausschließlich geschlechtlich fort, doch ist die Paarung der Zwitter bisher noch nicht direkt beobachtet worden. Das „Pseudo-Clitellum“ dient der Abscheidung eines Kokons, in den die Eier gelegt und mit dem im Receptaculum seminis gespeicherten Sperma des Sexpartners besamt werden. Aus dem Kokon schlüpfen Jungtiere mit einem Prostomium, drei Segmenten und einem Pygidium. Bei voller Körperlänge mit sieben Segmenten reifen ihre Geschlechtsorgane heran.

## Ernährung
Potamodrilus fluviatilis ernährt sich von Detritus und Mikroorganismen, die am Substrat haften und von diesem mithilfe des muskulösen Pharynx abgeweidet werden.

## Systematik
Die Schwestergruppe der Potamodrilidae ist die Familie der Aeolosomatidae, mit der zusammen sie die Ordnung der Aeolosomatida und gleichzeitig die Klasse der Aphanoneura innerhalb des Stammes der Ringelwürmer bildet.
Die einzige bisher beschriebene Art der Potamodrilidae ist der in Europa lebende Potamodrilus fluviatilis. Dieser wurde 1935 vom sowjetischen Zoologen Dmitry Alexandrovich Lastochkin (Дмитрий Александрович Ласточкин) zunächst unter dem Namen Stephensoniella fluviatilis – damals noch als Art der Familie Aeolosomatidae – gleichzeitig mit der neuen Gattung Stephensoniella beschrieben, benannt nach dem kurz zuvor verstorbenen englischen Zoologen und Spezialisten für indische Regenwürmer, John Stephenson. Wegen einer Homonymie wurde jedoch bereits im selben Jahre der Name Stephensoniella durch den neuen Gattungsnamen Potamodrilus ersetzt und entsprechend auch der neue Artname Potamodrilus fluviatilis eingeführt („Flussregenwurm“ – altgriechisch ποταμός potamós „Fluss“, δρίλος drílos „Regenwurm“, lateinisch fluviatilis „zum Fluss gehörig“). Die eigene Familie Potamodrilidae wurde 1967 vom deutschen Zoologen Dieter Bunke aufgestellt.